# Bunocephalus aleuropsis
Bunocephalus aleuropsis és una espècie de peix de la família dels aspredínids i de l'ordre dels siluriformes.

## Morfologia
- Els mascles poden assolir 9,1 cm de longitud total.[5][6]

## Alimentació
Menja insectes i residus vegetals.

## Hàbitat
És un peix d'aigua dolça i de clima tropical.

## Distribució geogràfica
Es troba a Sud-amèrica: conques dels rius Amazones i Orinoco.